# Hlisník
Der Hlisník ist ein  rechter Nebenfluss des Kanal Morávka-Žermanice in  Tschechien. 

## Verlauf
Der Hlisník entspringt nördlich von Pražmo am Westhang des Čupel (872 m) in den Mährisch-Schlesischen Beskiden. Auf seinem Lauf nach Westen bildet südlich des Wallfahrtsberges Malá Prašivá (706 m) ein tiefes Tal. In der Siedlung Oblesky tritt der Bach in das Beskidenvorland ein und mündet im Tal der Morávka am südwestlichen Fuße des Kotly (444 m) nach 3,4 Kilometern oberhalb von Vyšní Lhoty in den Kanal Morávka-Žermanice.
Bis zum Bau des Kanals im Jahre 1959 mündete der Hlisník in Vyšní Lhoty rechtsseitig in die Morávka.

## Tourismus
Durch das Tal des Hlisník führt von Vyšní Lhoty der Aufstieg zur Malá Prašivá mit der 1640 erbauten Holzkirche des hl. Antonius von Padua sowie zum Kammweg über die Prašivá (843 m) zum Čupel.